# Noche de los Fogones
El Festival Noche de los Fogones se realiza  anualmente en octubre en el Cerro Artigas, en la ciudad de Minas, Lavalleja, Uruguay en la denominada Semana de Lavalleja.

## Descripción del evento
La Noche de los Fogones es el evento principal de la Semana de Lavalleja. Es una fiesta tradicional criolla, que se realiza el primer sábado de octubre y dura toda una noche en el Cerro Artigas en la ciudad de Minas, departamento de Lavalleja, en Uruguay. Tiene una asistencia de alrededor de 40 mil personas.
Se instalan puestos de venta de objetos tradicionales tales como sombreros criollos, mates, bombillas, monturas, botas de cuero y cinturones alrededor de la falda del Cerro Artigas. 
Se realizan fogones y espectáculos musicales de música con danza folklórica y con artistas locales, nacionales e internacionales. Se arman dos escenarios, uno alternativo que funciona durante toda la tarde con danzas tradicionales y grupos de distintos puntos del país, y el principal que comienza a partir de las 19:00 horas.
A la medianoche se entona el canto a Don José por parte de los artistas presentes y el público presente.
Hay un espectáculo de fuegos artificiales y se ilumina el monumento a José Gervasio Artigas como forma de brindar homenaje al prócer de Uruguay en el festival.

## Historia del evento[5]
El escritor Mario Marchesi describe al evento como "paradigmático" del folclore uruguayo. 
El origen militar del evento (que se realiza desde 1971) busca "a través de la teatralización y diversos dispositivos simbólicos reencontrarse con [la] supuesta 'sustancia fundante' de la nación." Marchesi continúa afirmando que "la dictadura se instala en esta línea, intentando revitalizar ciertos aspectos de esta cultura pero con un grado de artificialidad y manipulación política mayor que otras experiencias (...) A modo de ejemplo: los cantantes folclóricos, poco tienen que ver con la tradicional poesía gauchesca y el arte del payador, sino que reproducen la estética de los cantantes folclóricos del norte argentino, que durante la década del sesenta habían adquirido una difusión importante. Asimismo, "la vestimenta gaucha no aparece como una reivindicación de sectores que mantienen su tradición frente a los procesos de modernización. Por el contrario se muestran niños usando estas prendas, y las imágenes se asemejan más a una fiesta de disfraces, a un divertimento, donde mayoritariamente los niños, se ponen finas limpias y planchadas telas blancas, que poco se asemejan a la cotidianidad del gaucho que se quiere rescatar. Parece ser más una nostalgia hacia algo pintoresco y en cierta medida exótico que alguna otra cosa". Según el autor, "se propone un fuerte vínculo entre los aspectos de tradición, el interior del país y el relato histórico nacional propuesto por la dictadura. La presencia de Artigas adquiere un carácter omnipresente. Incluso provocando contradicciones históricas relevantes ya que el hecho que se conmemora la Batalla de Sarandí, donde Lavalleja peleó contra las tropas brasileñas en 1825. En ese momento histórico el 'prócer' ya estaba en Paraguay. Sin embargo en un evento de este tipo, donde se rinde culto a las tradiciones, en la visión de las autoridades, la figura de Artigas debe estar presente más allá de la nula relación histórica que tenga con los acontecimientos conmemorados."
En el año 1975, cuando se celebra el "año de la orientalidad", la celebración adquirió una relevancia particular. En torno a una idea del coronel Pascual Cirilo, de la división de Ejército IV, se crea "la noche de los fogones". La actividad consistió en una vigilia colectiva en el cerro Artigas, durante la madrugada del 12 de octubre. Se establecieron los fogones del cerro de Artigas, donde está el parque municipal y estatua ecuestre en homenaje al prócer. En la ladera del cerro de distribuyeron decenas de fogones a la más típica manera oriental, realizados por instituciones de enseñanza, la división del ejército mencionada, el propio comité ejecutivo organizador de la Semana de Lavalleja, empresas locales, etc. En cada fogón se desarrollaron actividades folclóricas, tales como cantos, danzas, el típico mate amargo, asado con cuero, etc. Todo con carácter eminentemente popular. "Con un desfile cívico militar en Minas se inauguró la IV semana de Lavalleja", titulaba el diario El País (12/10/1975, p. 4). A la hora cero, año tras año, la multitud cantaba, con carácter de himno: A don José. Mientras todo quedaba a oscuras, potentes reflectores iluminaban la gigantesca estatua ecuestre que se encontraba en la cima del cerro. El efecto era impactante, la estatua aumentaba su tamaño y parecía suspendida en el cielo. El presidente [de facto] de la República, Aparicio Méndez, recordaba el momento de la siguiente manera: "Fui tocado, también por ese amanecer del 12 de octubre con la figura del héroe iluminándose lentamente, encendiéndose como se sigue encendiendo el corazón de los orientales. Mirando aquel perfil contra el cielo iluminado pensaba también, qué gran figura es la de este hombre para que a medida que pasa el tiempo la devoción de su pueblo aumente y acreciente y siga creciendo, creo, indefinidamente" (Presidente Méndez: un pueblo que es dueño de su destino" en El País, 12/10/1978, p. 10).
Luego de ese ritual prácticamente sagrado, se alternaban diversos espectáculos masivos, que iban desde grupos folclóricos, dramatizaciones de la epopeya oriental, fuegos artificiales y espectáculos de luces que apuntaban a la emotividad del espectador. A modo de ejemplo en 1975, mientras las campanas de la iglesia de la ciudad sonaban sin parar, un grupo de "atletas de diversos centros de enseñanza, partían raudos desde la estatua del brigadier general Lavalleja (en la ciudad) hasta el monumento Artigas (en la cima del cerro) para encender una llama votiva en el pebetero instalado en el cerro" (El País, 12/10/1975), o en el año 1978 se realizó una suerte de mega espectáculo llamado "La epopeya de los orientales", libretado por el profesor F. O. Assunção, "donde sus realizadores mostraron a miles de personas reunidas en el cerro de Artigas, los momentos fundamentales de la historia del Uruguay" ("La vigorosa figura del prócer en la noche de los fogones", en El País, 15/10/1978, p. 13).
La crónica de prensa de 1979 hace mención a las dimensiones del desfile cívico militar "en el que participaron unos 2.300 escolares representantes de 108 escuelas del departamento de Lavalleja, 2.500 estudiantes de la enseñanza media, 23 bandas rítmicas de liceos de los departamentos del este del país, efectivos militares y sociedades nativistas" (El País, 13/10/1979, p. 4).

## Algunos artistas participantes
Entre los artistas que se han hecho presentes en el escenario de la Noche de los Fogones se encuentran:
- Los Baguales
- León Gieco
- Alejandro Lerner
- Patricia Sosa
- Los Orilleros
- Soledad
- Los Nocheros
- No te va gustar
- Santiago Chalar y Santos Inzaurralde
- Emiliano Álvarez
- Jorge Nasser
- A Puro viento
- Carlos Malo[6]